# Лошкарева, Екатерина Зуфаровна
Екатерина Зуфаровна Лошкарева (2 января 1985) — российская футболистка, защитница.

## Биография
Много лет выступала в низших дивизионах чемпионата России за клубы Ижевска — «Жемчужина», «Зенит», «Торпедо». Была капитаном команды.
В первой половине 2011 года играла в высшем дивизионе за клуб «Мордовочка». Дебютный матч сыграла 7 мая 2011 года против «Кубаночки», выйдя на замену на 90-й минуте вместо Татьяны Тархановой. Всего в высшей лиге провела 7 матчей, во всех выходила на замены.